# Micromeria
Micromeria - род цветница из породице Уснатица, распрострањена по целој Европи, Азији, Африци и Северној Америци, са центром разноврсности у подручју Медитерана и Канарских острва. Понекад се класификује унутар рода Satureja. Име потиче од грчке речи
μῑκρος (mīkros), што значи "мали", и μερίς (мерис), што значи "део", позивајући се на величину листова и цветова.

## Врсте
Врсте рода Micromeria:
1. Micromeria acropolitana Halácsy - Грчка  (сматрана ишчезлом, пронађена 2006)
2. Micromeria albanica (K.Malý) Šilic - Албанија, Бивша Југославија
3. Micromeria × angosturae P.Pérez - Канарска острва  (M. tenuis subsp. linkii × M. varia subsp. canariensis)
4. Micromeria arganietorum (Emb.) R.Morales - Мароко
5. Micromeria benthamii Webb & Berthel. - Канарска острва
6. Micromeria × benthamineolens Svent. - Канарска острва  (M. benthamii × M. pineolens)
7. Micromeria biflora (Buch.-Ham. ex D.Don) Benth. - Хималаји од Авганистана до Мијамнмара (Индија, Пакистан, Непал, Бурма, Кина)
8. Micromeria × bourlieri Maire & Le Lièvre - Алжир, Мароко    (M. graeca × M. inodora)
9. Micromeria brivesii Batt. - Мароко
10. Micromeria × broussonetii A.Santos, A.Acev.-Rodr. & Reyes-Bet. - Канарска острва  (M. densiflora × M. varia)
11. Micromeria browiczii Ziel. & Kit Tan - Грчка
12. Micromeria chionistrae Meikle - Кипар
13. Micromeria conferta (Coss. & Daveau) Stefani - Либија
14. Micromeria × confusa G.Kunkel & P.Pérez - Канарска острва (M. benthamii × M. lanata)
15. Micromeria cremnophila Boiss. & Heldr. - Албанија, Грчка, Турска, Сирија, Либан
16. Micromeria cristata (Hampe) Griseb. - Албанија, Грчка, Бивша Југославија, Турска, Бугарска, Иран, Кипар
17. Micromeria croatica (Pers.) Schott - Албанија Простор бивше Југославије
18. Micromeria cymuligera Boiss. & Hausskn. - Турска
19. Micromeria danaensis Danin - Јордан
20. Micromeria debilis Pomel - Алжир, Мароко
21. Micromeria densiflora Benth. - Канарска острва
22. Micromeria douglasii (Benth.) Benth. – Канада, САД
23. Micromeria elliptica K.Koch - Турска
24. Micromeria filiformis (Aiton) Benth. - Корзика, сардинија, Балеарска острва
25. Micromeria flacca (Nábelek) Hedge - Турска, Ирак
26. Micromeria flagellaris Baker - Мадагаскар
27. Micromeria fontanesii Pomel - Алжир, Мароко
28. Micromeria forbesii Benth. - Зеленортска острва
29. Micromeria fruticosa (L.) Druce - Источно Средоземље
30. Micromeria glomerata P.Pérez - Канарска острва
31. Micromeria graeca (L.) Benth. ex Rchb. - Медитеран од Марока и Португала до Турске
32. Micromeria guichardii (Quézel & Zaffran) Brullo & Furnari - Либија
33. Micromeria hedgei Rech.f. - Иран
34. Micromeria helianthemifolia Webb & Berthel. - Канарска острва
35. Micromeria herpyllomorpha Webb & Berthel. - Канарска острва
36. Micromeria hispida Boiss. & Heldr. ex Benth. - Крит
37. Micromeria hochreutineri (Briq.) Maire - Алжир, Мароко
38. Micromeria × hybrida Zagan - Грчка са Критом   (M. graeca × M. nervosa)
39. Micromeria hyssopifolia Webb & Berthel. - Канарска острва
40. Micromeria imbricata (Forssk.) C.Chr. - Африка од Нигерије до Етиопије , Арабијског полуострва
41. Micromeria inodora (Desf.) Benth. - Алжир, Мароко, Тунис, Шпанија укључујући и Балеарска острва
42. Micromeria × intermedia G.Kunkel & P.Pérez - Канарска острва (M. benthamii × M. helianthemifolia)
43. Micromeria juliana (L.) Benth. ex Rchb. - Медитеран
44. Micromeria kerneri Murb. - Југославија
45. Micromeria lachnophylla Webb & Berthel. - Канарска острва
46. Micromeria lanata (C.Sm. ex Link) Benth. - Канарска острва
47. Micromeria lasiophylla Webb & Berthel. - Канарска острва
48. Micromeria lepida Webb & Berthel. Канарска острва
49. Micromeria leucantha Svent. ex P.Pérez - Канарска острва
50. Micromeria longipedunculata Bräuchler - Југославија, Албанија
51. Micromeria macrosiphon Coss. - Мароко
52. Micromeria madagascariensis Baker - Мадагаскар
53. Micromeria marginata (Sm.) Chater - Француска и Италија
54. Micromeria × meteorica Hausskn. - Грчка   (M. cremnophila × M. juliana)
55. Micromeria microphylla (d'Urv.) Benth. - Италија Кипар, Либија, остррва Средоземља
56. Micromeria monantha (Font Quer) R.Morales - Мароко
57. Micromeria myrtifolia Boiss. & Hohen. - од Грчке до Ирана
58. Micromeria nervosa (Desf.) Benth. - Медитеран од Алжира до Турске
59. Micromeria × nogalesii G.Kunkel & P.Pérez - Канарска острва (M. lanata × M. varia subsp. canariensis)
60. Micromeria peltieri (Maire) R.Morales - Мароко
61. Micromeria × perez-pazii G.Kunkel - Канарска острва (M. benthamii × M. tenuis)
62. Micromeria persica Boiss. - Иран, Ирак, Турска
63. Micromeria pineolens Svent. - Канарска острва
64. Micromeria × preauxii Webb & Berthel. - Канарска острва (M. benthamii × M. varia subsp. canariensis)
65. Micromeria pseudocroatica Šilic - Југославија
66. Micromeria rivas-martinezii Wildpret - Канарска острва
67. Micromeria serbaliana Danin & Hedge - Синај
68. Micromeria sinaica Benth. - Синај, Израел
69. Micromeria sphaciotica Boiss. & Heldr. ex Benth.- Крит
70. Micromeria sphaerophylla Baker - Мадагаскар
71. Micromeria suborbicularis (Alain) Borhidi - Куба
72. Micromeria × tagananensis P.Pérez - Тенерифе - Канарска острва (M. glomerata × M. varia)
73. Micromeria teneriffae (Poir.) Benth. ex G.Don - Канарска острва
74. Micromeria tenuis (Link) Webb & Berthel. - Канарска острва
75. Micromeria unguentaria Schweinf. - Етиопија
76. Micromeria varia Benth. - Канарска острва
77. Micromeria weilleri (Maire) R.Morales - Мароко
78. Micromeria × wildpretii P.Pérez - Канарска острва  (M. rivas-martinezii × M. varia)

## Раније у оквиру рода
- Clinopodium bolivianum (Benth.) Kuntze (као M. boliviana Benth.)
- Clinopodium brownei (Sw.) Kuntze (као M. brownei (Sw.) Benth. и M. pilosiuscula (A.Gray) Small)
- Mentha japonica (Miq.) Makino (као M. japonica Miq.)
- Mosla japonica (Oliv.) Maxim. (као M. perforata Miq.)